# Shirin Neshat
Shirin Neshat (pers. شیرین نشاط, ur. 26 marca 1957 w Kazwinie w Iranie) – irańska artystka video artu, reżyserka, scenarzystka i producentka filmowa, mieszkająca w Nowym Jorku.
Szczególnie znana jest z pracy w zakresie filmu, video oraz fotografii.

## Życiorys
Jej ojciec był lekarzem, matka – gospodynią domową. Shirin dorastała w zeuropeizowanej rodzinie, głoszącej kult irańskiego szacha oraz jego ideologię. Została zapisana do katolickiej szkoły w Teheranie. Ojciec zachęcał córkę do indywidualizmu, podejmowania ryzyka, nauki, do poznawania świata. Zapewnił zarówno Shirin jak i synom wyższe wykształcenie.
Neshat opuściła Iran, aby zacząć artystyczne studia w Los Angeles. Było to w czasie irańskiej rewolucji. W jej rezultacie ojciec artystki pozostał bez zasiłku i ze szczupłą pensją. Zaraz po rewolucji rodzina nie mogła cieszyć się już wygodnym życiem, jakie dotąd prowadziła. Około rok po rewolucji Shirin przeprowadziła się do San Francisco i rozpoczęła studia w Dominican University. Ostatecznie zapisała się na Uniwersytet Kalifornijski w Berkeley i zdobyła tytuły: licencjata (BA), Master of Arts oraz MFA. Po ukończeniu szkoły przeprowadziła się do Nowego Jorku i rozpoczęła pracę dla organizacji "Storefront Art and Architecture". Organizacja ta odkryła przed artystką zróżnicowane ideologie i stała się miejscem, gdzie nabyła więcej doświadczenia w kwestii przedstawiania swoich koncepcji, które później stały się integralną częścią jej artystycznej pracy. W tym czasie nie miała żadnych poważniejszych prób tworzenia sztuki, poza kilkoma, które zostały później zniszczone. W 1990 roku wróciła do Iranu. Jako sposób radzenia sobie z rozbieżnościami między kulturą, w której żyła, a prerewolucją w Iranie, w którym się wychowała, zaczęła swój pierwszy dojrzały zbiór prac – Kobiety Allaha.
Jej twórczość odwołuje się do społecznych, kulturowych i religijnych społeczeństw islamskich oraz złożoności przeciwieństw, jak chociażby mężczyzna i kobieta. Neshat często porusza ten temat za pomocą koordynacji dwóch lub więcej filmów jednocześnie, tworząc ostre wizualnie kontrasty poprzez takie motywy jak światło i ciemność, czarne i białe, męskie i żeńskie. Neshat wykonuje również bardziej tradycyjne opowiadania, wykorzystując krótkie formy filmowe, takie jak Zarin. Działalność Shirin Neshat porusza społeczne, polityczne oraz psychologiczne wymiary doświadczenia kobiet we współczesnych społeczeństwach islamskich. Pomimo że Neshat aktywnie odpiera stereotyp "reprezentantki" Islamu, jej artystyczne cele nie są wyraźnie polemiczne. Przeciwnie, jej praca rozpoznaje skomplikowane intelektualnie i religijnie siły kształtowania tożsamości islamskiej kobiety w świecie.
Jako fotograf i artystka video, Shirin została doceniona za portret kobiety w całości pokrytej perską kaligrafią. Artystka wyreżyserowała poza tym kilka filmów, wśród nich Anchorage (1996), oraz wyświetlaną na dwóch przeciwnych ścianach: Shadow under the Web (1997), Turbulent (1998), Rapture (1999) i Soliloquy (1999).
Neshat stała się rozpoznawalna na skalę międzynarodową w 1999, gdy wygrała Międzynarodową Nagrodę XLVIII na Biennale w Wenecji pracą Turbulent and Rapture. W Rapture artystka po raz pierwszy posłużyła się czystą, poetycką fotografią, minimalistyczną w formie, wywołującą emocjonalny szok.
W 2001-02, artystka współpracowała z wokalistką Sussan Deyhim i stworzyła Logic of the Birds, która została wyprodukowana przez kuratora i historyka sztuki RoseLee Goldberg. Pełnometrażowa produkcja multimedialna miała premierę w Lincoln Center Summer Festival w 2002, goszcząc także w Walker Art Center w Minneapolis i Artangel w Londynie. Shirin Neshat stała się jedną z najbardziej rozpoznawalnych perskich artystek w zachodnim świecie artystycznym. Chociaż mieszka w Nowym Jorku, trafia do globalnej publiczności. Jej wcześniejsze prace symbolizowały osobisty żal, niepokój i ból rozłąki z ojczyzną. W sprawie Islamu artystka przedstawiała neutralne stanowisko. Z upływem czasu i inwazyjności reżimu islamskiego Iranu twórczość Shirin stawała się coraz śmielsza politycznie i krytyczna. Zgodnie z artykułem w Time, artystka ma na celu rozwikłać ideologię Islamu przez swoją sztukę. Jej obecna kinowa produkcja w dalszym ciągu pragnie wyrazić poetyckie, filozoficzne i metaforyczne, jak i szeroko rozbudowane poziomy intelektualnej abstrakcji. W 2009 Neshat wygrała Srebrnego Lwa w kategorii najlepszy reżyser podczas Międzynarodowego Festiwalu Filmowego w Wenecji, za reżyserski debiut Women without Men.

## Prace
- Turbulent, 1998. Dwukanałowe video/audio instalacja.
- Rapture, 1999. Dwukanałowe video/audio instalacja.
- Soliloquy, 1999. Kolorowe video/audio instalacja.
- Fervor, 2000. Dwukanałowe video/audio instalacja.
- Passage, 2001. Single channel video/audio instalacja.
- Logic of the Birds, 2002. Multi-media Performance.
- The Last Word, 2003. Jednokanałowe video/audio instalacja.
- Mahdokht, 2004. Three channel video/audio instalacja.
- Zarin, 2005. Jednokanałowe video/audio instalacja.
- Munis, 2008. Kolorowe video/audio instalacja oparta na noweli Shahrnush Parsipur: Women Without Men.
- Faezeh, 2008. Kolorowe video/audio instalacja oparta na noweli Shahrnush Parsipur: Women Without Men.

## Film i video
- Expressing the inexpressible [videorecording DVD]: Shirin Neshat. c 2004, 42-minutowy, Kolor. Princeton, NJ: Films for the Humanities & Sciences. Oryginalnie wyprodukowana przez Westdeutscher Rundfunk in 2000.